# Hetaerina erythrokalamus
Hetaerina erythrokalamus är en trollsländeart som beskrevs av Rosser W. Garrison 1990. Hetaerina erythrokalamus ingår i släktet Hetaerina och familjen jungfrusländor. Inga underarter finns listade i Catalogue of Life.